# Sjapjakine
Il Sjapjakine (in russo Сяпякине?, Sjapjakinė o Sopjakina (Сяпякинэ o Сопякина) è un fiume dell'Estremo Oriente della Russia, tributario di destra della Kolyma. Scorre nella Sacha-Jakuzia.
Il fiume ha inizio nella parte orientale dell'altopiano degli Jukagiri. Scorre in direzione nord, nel medio corso gira di 90° verso ovest. Dopo aver ricevuto il suo tributario di sinistra Ėdžekal (lungo 121 km) gira ancora di 90° verso nord fino a sfociare nel fiume Kolyma a 804 km dalla foce.  La sua lunghezza è di 301 km; il bacino del fiume è di 5 440 km².